# Římskokatolická farnost Deblín
Římskokatolická farnost Deblín je územní společenství římských katolíků v obci Deblín s farním kostelem svatého Mikuláše.

## Území farnosti
- Blahoňov
- Braníškov – kaple svatého Cyrila a Metoděje
- Čížky – kaple svatého Jana Nepomuckého
- Deblín – farní kostel svatého Mikuláše
- Kuřimská Nová Ves – filiální kostel svatého Antonína Paduánského
- Kuřimské Jestřabí
- Nelepeč
- Pejškov
- Prosatín – kaple Panny Marie Růžencové
- Úsuší – kaple Nanebevzetí Panny Marie
- Žernůvka – kaple Panny Marie Bolestné

## Historie farnosti
První písemná zmínka o deblínském kostele je z roku 1294, kdy Demetrius a Gertruda z Deblína darovali patronát kostela řádu německých rytířů v Opavě, což bylo potvrzeno roku 1295 olomouckým biskupem Dětřichem. Tento patronát trval až do roku 1540. Brzy poté začali na faře působit nekatoličtí duchovní. Od roku 1641 dostali faru zase kněží katoličtí.

## Bohoslužby
| Kostel                              | Místo             | Bohoslužba (den)                  | Hodina                              | Poznámka        |
| ----------------------------------- | ----------------- | --------------------------------- | ----------------------------------- | --------------- |
| kostel svatého Mikuláše             | Deblín            | neděle pondělí úterý pátek sobota | 7.45 17.00 (zima)/18.00 (léto) 7.45 | farní kostel    |
| kostel svatého Antonína Paduánského | Kuřimská Nová Ves | neděle čtvrtek                    | 11.00 18.00                         | filiální kostel |
| kaple Panny Marie Bolestné          | Žernůvka          | neděle                            | 10.00                               | kaple           |

## Duchovní správci
Jména duchovních jsou známa od poloviny sedmnáctého století. Farářem je od 1. srpna 2011 R. D. Petr Papoušek.

## Aktivity ve farnosti
Farnost pravidelně pořádá tříkrálovou sbírku. Při sbírce v roce 2016 se vybralo v Deblíně 30 046 korun, v Braniškově 9 545 korun, Kuřimské Nové Vsi 4 980 korun, Kuřimském Jestřabí a Blahonově 8 348 korun, v Žernůvce a Nelepči 5057 korun. O rok později činil výtěžek sbírky jen v samotném Deblíně 34 054 korun.
Dnem vzájemných modliteb farností za bohoslovce a bohoslovců za farnosti brněnské diecéze je 25. červen. Adorační den připadá na 16. října.

## Primice
Z farnosti pochází R. D. Tomáš Koumal, který byl vysvěcen 23. června 2007.
Ve farnosti slavil primiční mši svatou 6. července 2014 R. D. Jaroslav Sojka.